# Лабетт (Канзас)
Лабетт (англ. Labette) — місто (англ. city) в США, в окрузі Лабетт штату Канзас. Населення — 50 осіб (2020).

## Географія
Лабетт розташований за координатами 37°13′48″ пн. ш. 95°11′1″ зх. д. / 37.23000° пн. ш. 95.18361° зх. д. (37.229997, -95.183552).  За даними Бюро перепису населення США в 2010 році місто мало площу 0,58 км², уся площа — суходіл.

## Демографія
Згідно з переписом 2010 року, у місті мешкало 78 осіб у 32 домогосподарствах у складі 21 родини. Густота населення становила 135 осіб/км².  Було 36 помешкань (62/км²).
Расовий склад населення:
| - 98,7 % — білих - 1,3 % — корінних американців |

До двох чи більше рас належало 0,0 %. Частка іспаномовних становила 0,0 % від усіх жителів.
За віковим діапазоном населення розподілялося таким чином: 21,8 % — особи молодші 18 років, 66,7 % — особи у віці 18—64 років, 11,5 % — особи у віці 65 років та старші. Медіана віку мешканця становила 39,5 року. На 100 осіб жіночої статі у місті припадало 100,0 чоловіків;  на 100 жінок у віці від 18 років та старших — 90,6 чоловіків також старших 18 років.
Середній дохід на одне домашнє господарство  становив 38 168 доларів США (медіана — 40 625), а середній дохід на одну сім'ю — 48 969 доларів (медіана — 50 750). За межею бідності перебувало 22,7 % осіб, у тому числі 50,0 % дітей у віці до 18 років та 0,0 % осіб у віці 65 років та старших.
Цивільне працевлаштоване населення становило 22 особи. Основні галузі зайнятості: виробництво — 18,2 %, освіта, охорона здоров'я та соціальна допомога — 18,2 %, транспорт — 13,6 %, мистецтво, розваги та відпочинок — 9,1 %.